# Joël Veltman
Joël Ivo Veltman, född 15 januari 1992, är en nederländsk fotbollsspelare (mittback) som spelar för Brighton & Hove Albion.

## Klubbkarriär
Den 29 juli 2020 värvades Veltman av Brighton & Hove Albion, där han skrev på ett treårskontrakt.

## Landslagskarriär
Joël Veltman var uttagen i Nederländernas trupp vid världsmästerskapet i fotboll 2014.

## Meriter
Ajax A1 (U19)
- A-Junioren Eredivisie (1): 2011–12
- Nextgen Series: Andra plats 2011–12

Ajax
- Eredivisie (2): 2012–13, 2013–14
- Johan Cruijff Schaal (1): 2013